# Southend East
Southend East – stacja kolejowa w mieście Southend-on-Sea w hrabstwie Essex na linii kolejowej London, Tilbury & Southend Line.

## Ruch pasażerski
Ze stacji korzysta ok. 1 011 102 pasażerów rocznie (dane za okres od kwietnia 2021 do marca 2022). Posiada bezpośrednie połączenia z Londynem. Pociągi odjeżdżają ze stacji w każdym kierunku odstępach co najwyżej półgodzinnych w każdą stronę.

## Obsługa pasażerów
Kasy biletowe, automaty biletowe, poczekalnia klasy II, sklepy, bramki biletowe, telefon publiczny, bufet. Stacja dysponuje parkingiem samochodowym na 207 miejsc i rowerowym na 8 miejsc.